# PayKeeper
Платёжная платформа PayKeeper — программный продукт, предназначенный для приёма оплаты на веб-сайте. Включает в себя модули для работы с интернет-эквайрингом и электронными деньгами, веб-интерфейс для организации работы персонала предприятия с онлайн платежами. Программный комплекс PayKeeper имеет также дополнительные функции, облегчающие выполнение типичных задач в области электронной коммерции. По данным исследования Markswebb Internet Acquiring Rank 2016 занимает 6—7-е место из 30 сервисов интернет-эквайринга в России.

## Возможности

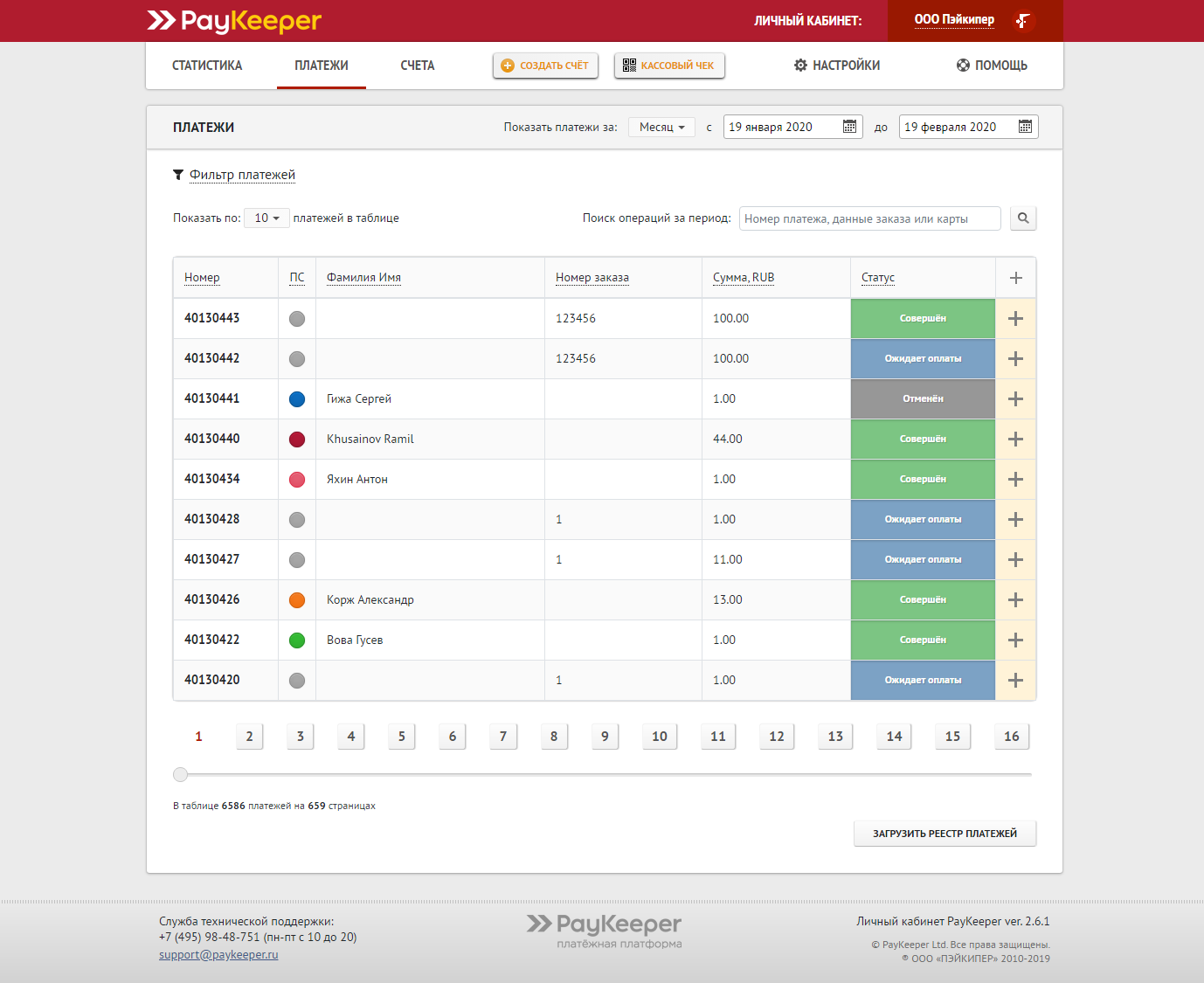
Скриншот личного кабинета PayKeeper, страница «Платежи»

Пластиковые карты как способ оплаты в российском сегменте интернета значительно превышают другие способы оплаты по объёму проходящих платежей, поэтому основные возможности платформы ориентированы на работу с интернет-эквайрингом. Платформа поддерживает следующие функции, которые требуются при приёме пластиковых карт на сайте:
- выставление на электронную почту счета для оплаты[4]
- покупка
- авторизация
- частичное списание авторизованной суммы
- отмена авторизации / покупки
- возврат по операции, прошедшей клиринг
- частичный возврат
- рекуррентные платежи

Функциональность модулей для других электронных платёжных систем, таких как Qiwi Visa Wallet, Яндекс.Деньги или WebMoney схожа, но ограничена возможностями API шлюзов данных систем.
С начала 2019 года добавлена поддержка ApplePay, GooglePay, SamsungPay.
Веб-интерфейс администратора содержит аналитику проходящих платежей, средства для просмотра детальной информации о платежах.

## Поддерживаемые платёжные системы и банки
PayKeeper содержит модули, реализующие протоколы следующих банков-эквайеров и электронных платёжных систем:
- Банк ВТБ[7]
- Промсвязьбанк[8][9]
- Русский стандарт[7][10]
- Банк Открытие[7]
- Московский Кредитный Банк[11]
- УБРиР[7]
- Транскапиталбанк[7]
- Газпромбанк[12]
- Банк Уралсиб[7]
- Сбербанк[7]
- Банк Санкт-Петербург[7]
- Почта Банк[7]
- ТрансКредитБанк[7]
- Киви-банк][7]
- Qiwi Visa Wallet[13]
- Яндекс.Деньги[14]
- WebMoney[14]

Число поддерживаемых платёжных систем в 2011—2012 году было значительно сокращено в преддверии вступления в силу в 2011 году Федерального закона № 161-ФЗ о национальной платёжной системе, поскольку многие некрупные электронные платёжные системы завершили свою деятельность, не сумев обеспечить должных юридических оснований для её продолжения.

## Оплата по QR-Коду
С февраля 2020 года реализована поддержка Системы быстрых платежей, которая позволяет производить оплату из мобильного банкинга путём сканирования QR кода в приложении.

## Поддерживаемые CMS
Для различных CMS были разработаны модули для проведения полной интеграции с PayKeeper:
- Joomla + VirtueMart
- OpenCart
- 1С Bitrix
- Magento
- MODX + Shopkeeper
- UMI.CMS
- Simpla
- HostCMS
- VamShop 2
- PrestaShop
- Cs-Cart
- Joomla 2.5 + JoomShopping 3
- Joomla 3 + JoomShopping 4
- Diafan CMS
- Webasyst + Shop-Script
- Drupal + UberCart
- PHPShop
- WordPress + Woocommerce

Онлайн-конструкторы:
- InSales
- Ecwid
- Megagroup CMS.S3
- Bnovo
- Travelline
- Hydra Billing

## Онлайн-кассы

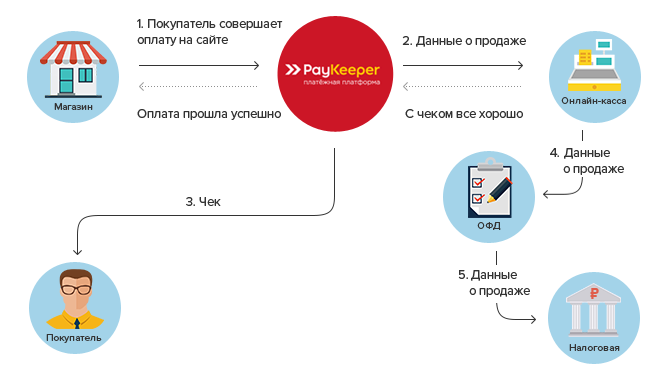
Схема генерации чека по 54-ФЗ

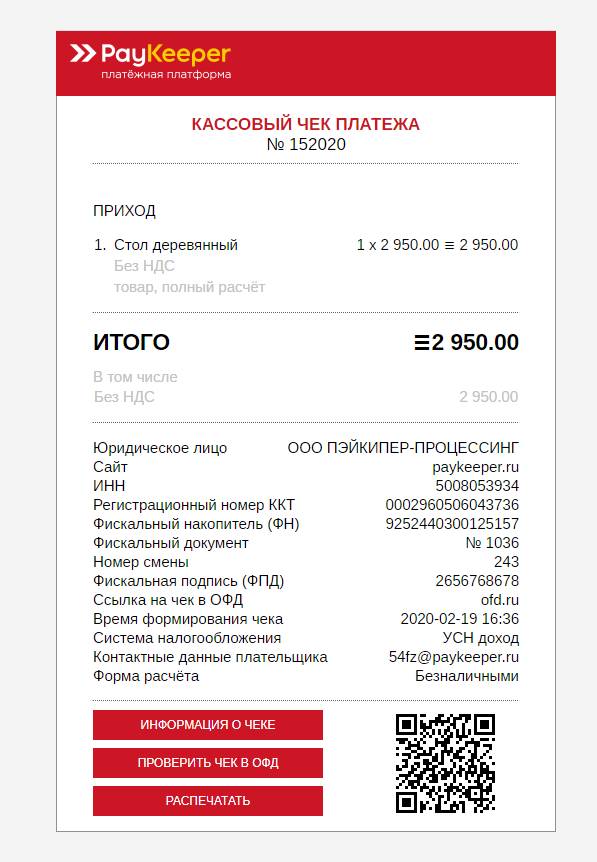
Кассовый чек платежа в PayKeeper

В соответствии с поправками к федеральному закону № 54-ФЗ «О применении контрольно-кассовой техники при осуществлении наличных денежных расчетов» с 1 июля 2017 года все организации должны использовать контрольно-кассовую технику с возможностью передачи информации в ОФД. Закон затрагивает в том числе расчёты с помощью банковских карт в сети интернет. Платёжная платформа PayKeeper предлагает интеграцию с онлайн-кассами Атол, OrangeData, PayKeeper Kassa, Kit Online, BusinessKassa, Эвотор, Штрих-м, МодульКасса.

## Сценарии использования
В целом, PayKeeper выполняет задачу приема платежей через сайт по пластиковым картам, электронным деньгам или терминалам моментальной оплаты. Он применяется в различных областях онлайн-бизнеса — туризме, гостиничных комплексах, продаже билетов, страховании, приема оплаты за обучение, розничной торговле, предоставлении услуг доступа в интернет, телефонии, типографии, ЖКХ.
Из возможных сценариев использования PayKeeper наиболее часто применяется для:
- оплаты заказа в интернет-магазине, когда сайт уже содержит реализованную корзину и процедуру оформления заказа;
- пополнения баланса личных счетов пользователей — пользователи сами указывают свои логины и желаемые суммы оплаты;
- выставления счетов на оплату менеджерами магазина — на почту клиента приходит письмо с прямой ссылкой на шлюз банка для ввода реквизитов карты;
- оплаты заказов, ранее согласованных с менеджерами предприятия, когда пользователь сам указывает, за что он платит[18].

## Интеграция в веб-сайт предприятия
Платформа предоставляет четыре основных варианта использования в информационной системе предприятия:

#### Выставление счета на электронную почту
Данный способ подразумевает ручное выставление электронных счетов предприятием своим плательщикам. Этот метод используется следующим образом:
- продавец и покупатель согласовывают детали покупки;
- продавец заходит в личный кабинет PayKeeper и выставляет клиенту на электронную почту счет;
- покупатель получает счет по электронной почте и производит оплату;
- продавец в личном кабинете проверяет факт поступления средств.

Этот вариант не подразумевает выполнения какой-либо технической интеграции и готов к использованию сразу после установки PayKeeper.
Некоторые АСР имеют предустановленные модули, предназначенные для стыковки с PayKeeper.

## Условия распространения
PayKeeper предоставляется компанией-производителем вместе с исходными кодами, что позволяет при необходимости вносить изменения, более тесно интегрировать продукт с бизнес-процессом предприятия, но дальнейшее распространение запрещено лицензионным соглашением. Тем не менее, вмешательство в целостность платформы в период технической поддержки может быть причиной аннулирования гарантий производителя.